# TV Luna
Tv Luna è una emittente regionale della Campania, con sede a Caserta e Napoli.

## Storia
Nata nel 1977 a Caserta come costola televisiva della preesistente Radio Luna Caserta, originariamente trasmetteva esclusivamente nel casertano, estendendosi poi, con gli anni, anche nel napoletano. Nel 1980 entra a far parte del circuito di televisioni private TVA; scioltosi il circuito, Tele Luna riprese la propria programmazione, incentrandola molto sul pubblico giovanile. Negli anni 2000 l'emittente venne acquisita dall'odontoiatra e già editore del quotidiano Buongiorno Caserta, Pasquale Piccirillo, cambiando il proprio nome in quello attuale di Tv Luna e diventando l'emittente capofila del costituendo Gruppo Lunaset.
A seguito del passaggio totale della Campania al sistema di trasmissione in digitale terrestre, Tv Luna venne autorizzata dal Ministero delle comunicazioni a trasmettere per la città metropolitana di Napoli e per la provincia di Caserta  sul canale UHF 28. Il gruppo Lunaset ottiene anche una seconda concessione, frutto della conversione della rete analogica del canale Tv Luna 2 e di altre piccole emittenti locali, le cui concessioni analogiche erano state acquisite poco prima del passaggio al digitale. Il multiplex Lunaset 2 (Luna Sport) venne quindi autorizzato dal Ministero delle comunicazioni a trasmettere a Napoli, Caserta e Benevento sulla frequenza UHF 66 (in provincia di Avellino trasmise sfruttando la concessione facente capo a Luna Sport); dal dicembre 2012 il multiplex Lunaset 2 trasmette sulla frequenza UHF 21 e solo per la città metropolitana di Napoli.
In seguito grazie ad un accordo con l'operatore Telenuova, Tv Luna ed il canale di televendite Tv Luna Shopping sono visibili anche in provincia di Salerno.
Da gennaio 2020, in alcune zone Tv Luna non è più visibile sul canale UHF 28, ma sul canale UHF 42 alla LCN 14. A dicembre 2022 sparisce e viene sostituita da Irpinia TV, mentre ad aprile 2023 torna ad essere visibile, ma sull'LCN 83.

## Controversie
- Al momento del passaggio al digitale terrestre, Tv Luna ottenne l'autorizzazione dal Ministero alle trasmissioni solo per le zone del Napoletano e Casertano, pur disponendo di canali analogici anche presso la postazione irpina di Monte Vergine e quella sannita di San Marco ai Monti. Ciononostante, non essendo stato concesso ad altri operatori il canale UHF 28, Tv Luna ha regolarmente acceso il suo segnale anche da tali postazioni.

- L'8 marzo del 2018 il tribunale di Santa Maria Capua Vetere ha disposto nei confronti di Pasquale Piccirillo il sequestro di vari beni e di immobili tra le città Caserta, Frosinone e Napoli, con le accuse di truffa, evasione fiscale e appropriazione indebita[2].

## Curiosità
Tv Luna, in occasione del passaggio della Campania al digitale terrestre nel dicembre 2009, ha organizzato, davanti ai cancelli della propria sede, una singolare iniziativa, ovvero la distribuzione gratuita di decoder digitali nei quali erano stati pre-memorizzati i canali del gruppo.